# William Arthur Waldegrave
William Arthur Waldegrave, baron Waldegrave de North-Hill, né à Londres le 15 août 1946, ancien ministre britannique est, depuis 1999, membre de la chambre des Lords.

## Voir aussi

Écu Waldegrave